# جان دوسيه

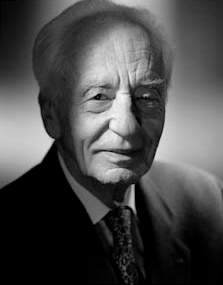
دوسيت في عام 2005

جان دوسيه (بالفرنسية: Jean Dausset)‏ عالم المناعة فرنسي (19 أكتوبر 1916 (تولوز) - 6 يونيو 2009) تزوج من روز مايورال عام 1963، وله معها طفلان هنري وايرين. حاز على جائزة نوبل في الطب عام 1980 مشاركتاً مع باروج بيناسيراف وجورج سنيل لاكتشافهم جينات معقد التوافق النسيجي الكبير وهي جزيئات ترميز على سطح الخلية مهمة لتمييز الجهاز المناعي بين الذات والاذات.

## روابط خارجية
- جان دوسيه على موقع الموسوعة البريطانية (الإنجليزية)
- جان دوسيه على موقع مونزينجر (الألمانية)
- جان دوسيه على موقع إن إن دي بي (الإنجليزية)